# Логачево
Логачёво— деревня в Медынском районе Калужской области. Входит в Сельское поселение «Деревня Романово»

## Население
| 2002 | 2010 |
| ---- | ---- |
| 109  | ↘90  |

## География
Находится на берегу малой пересохшей речки Быковке — притоке Шани.